# 以色列警察
以色列警察（羅馬化：Mišteret Yisra'el，羅馬化：Shurtat Isrāʼīl）是以色列国的警察系统，其職責包括打擊犯罪、交通管制、維護公共安全和反恐。以色列由以色列国家安全部(המשרד לביטחון לאומי)長管轄。以警察在以色列全國和約旦河西岸C區均執行業務。
以色列並無地方警察部門。以警察總部位於耶路撒冷政府建筑群(קריית הממשלה'，英语：Kiryat HaMemshala)。

## 报警电话
緊急情況時，可撥打100聯繫以色列警察。

## 外部連結
- English website（页面存档备份，存于）
- Diagram – organizational structure（页面存档备份，存于）